# أكاديمية أنتويرب للعلوم البحرية
أكاديمية أنتويرب للعلوم البحرية (بالهولندية:Hogere Zeevaartschool - بالفرنسية: École supérieure de navigation d'Anvers - بالإنجليزية: Antwerp Maritime Academy) وهي منظمة تعليمية متخصصة في العلوم البحرية تابعة لجامعة أنتويرب تهدف إلى التعليم، التدريب، والأعمال البحثية في مجالات النقل البحري والهيدروغرافيا.

## تاريخ إنشاء الأكاديمية
يعود وجود التعليم البحري في مدينة انتويرب البلجيكية إلى القرن الرابع عشر. أما تاريخ المدرسة الحالية فيعود إلى المؤسسة التعليمية التي تأسست في عام 1802 من قبل الإمبراطور الفرنسي نابليون بونابرت. ففي عام 1800, أرسل نابليون الأستاذ غاسبار مونج إلى انتويرب لغاية تنظيم التعليم البحري هناك. فكان يعمل نابليون لتحويل مدينة انتورب إلى قاعدة بحرية تسمح له مهاجمة إنجلترا. وعلاوة على ذلك، كانت هناك حاجة ملحة لتقديم التعليم والتدريب البحري المفيد لأنصاره في تلك المنطقة.
و في عام 1834، وبعد إنشاء الدولة البلجيكية، تم تطوير وإكمال التعليم في المدرسة بللغة الفرنسية، لغة 'الكود الدولي للملاحة البحرية' في ذاك الوقت، والمحتل مكانا هاما في المنهاج التعليمي للمدرسة.